# Monotrema
Cet article possède un paronyme, voir Monotremata.
Genre
Classification APG III (2009)
Monotrema est un genre de la famille des Rapateaceae. Il contient trois à cinq espèces. Ce sont des plantes monocotylédones, herbacées, rhizomateuses de Amérique du Sud tropicale.

## Remarque
- Attention à la confusion, chez les mammifères, il existe un ordre nommé Monotremata. C'est l'ordre des monotrèmes

## Liste d'espèces
Selon World Checklist of Selected Plant Families (WCSP) (16 Jul 2010) :
- Monotrema aemulans Körn. (1972)
- Monotrema × affine Maguire (1958)
- Monotrema arthrophyllum (Seub.) Maguire (1958)
- Monotrema bracteatum Maguire (1958)
- Monotrema xyridoides Gleason (1931)

Selon NCBI (16 Jul 2010) :
- Monotrema bracteatum
- Monotrema xyridoides